# Філіп Баркер Вебб
Філіп Баркер Вебб (англ. Philip Barker Webb, 10 липня 1793 — 31 серпня 1854) — британський (англійський) ботанік та систематик.

## Біографія
Філіп Баркер Вебб народився 10 липня 1793 року у багатій аристократичній родині. 
Навчався у школі Герроу (англ. Harrow School). Він колекціонував рослини у Італії, Іспанії та Португалії, Бразилії, на Канарських островах та був першим, хто збирав рослини у горах Тетуан Марокко. 
У 1815 році він отримав ступінь бакалавра мистецтв, 25 березня 1824 року був обраний членом Лондонського королівського товариства. Він був також членом Лондонського товариства антикварів, Лондонського Ліннеївського товариства  та Геологічного товариства Лондона.
Філіп Баркер Вебб помер у Парижі 31 серпня 1854 року.

## Наукова діяльність
Філіп Баркер Вебб спеціалізувався на папоротеподібних, водоростях та на насіннєвих рослинах.

## Наукові праці
- L'Histoire Naturelle des Îles Canaries, 9 Bände, Париж 1836—1844.
- Iter hispaniense, 1838.
- Otia hispanica, 1839 и 1853.